# Playhouse Disney (Spagna)
Playhouse Disney è stato un canale televisivo spagnolo di proprietà della The Walt Disney Company Iberia, filiale locale della The Walt Disney Company.
Ha iniziato le trasmissioni il 14 maggio 2005 con programmi dedicati ad un pubblico infantile e giovanile. L'11 giugno 2011 è stato sostituito, così come nel resto d'Europa, da Disney Junior.

## Contenuti
Playhouse Disney trasmette programmi come la Wow! Wow! Wubbzy!, che insegna ai bambini come collaborare insieme, oppure Peppa Pig che insegnano le buone maniere o nuove serie come Caillou, Bunnytown, Max e Ruby e Poppets Town.

## Programmazione
- La Casa delle api
- Caillou
- Curioso come George
- Peppa Pig
- La casa di Topolino
- Manny tuttofare
- SpongeBob
- Kipper - Il più bel cucciolo del mondo
- Max e Ruby
- Bunnytown
- Poppets Town
- Wow! Wow! Wubbzy!
- In giro per la giungla